# فيروسات العتائق
فيروسات العتائق (بالإنجليزية: Rudiviridae)‏ هي عائلة من الفيروسات  و التي تصيب العتائق. تشترك مع عائلة فيروسات شحمي الشعر في العديد من الخصائص، وهي فيروسات بجينوم ثنائي سلسلة الدنا يصيب العتائق أليفة الحرارة من مملكة Crenarchaeota  وهي غير مغلفة.